# Ostrów-Kania
Ostrów-Kania (prononciation : [ˈɔstruf ˈkaɲa]) est un village polonais de la gmina de Dębe Wielkie dans le powiat de Mińsk de la voïvodie de Mazovie dans le centre-est de la Pologne.
Il se situe à environ 2 kilomètres au nord-ouest de Dębe Wielkie (siège de la gmina), 10 kilomètres à l'ouest de Mińsk Mazowiecki (siège du powiat) et à 30 kilomètres à l'est de Varsovie (capitale de la Pologne).
Le village compte une population de 203 habitants en 2014.

## Histoire
De 1975 à 1998, le village appartenait administrativement à la voïvodie de Siedlce.